# Le Gault-Perche

Le Gault-Perche este o comună în departamentul Loir-et-Cher, Franța. În 1 ianuarie 2022 avea o populație de 319 de locuitori.